# Julie Carmen
Julie Carmen (Millburn, Nova Jersey)  é uma atriz norte-americana que também tem formação como psicoterapeuta. Venceu, década de 1980, o festival de veneza em papel no filme Glória dirigido por John Cassavetes, mas ficou conhecida no filme A hora do espanto 2, ela é casada com Gary Hoffman, um empresario com quem tem dois filhos  atualmente vive nos Estados Unidos

## Filmografia
- Glória (1980)
- O Homem que veio do Céu (1984)
- Obsessão Diabólica (1994)
- A Hora do Espanto 2 (1988)
- À Beira da Loucura (1995)
- Prova de Fogo (1994)
- As Oito Condenadas (2000)
- O Rei da Selva (2000)
- O Açougueiro (2007)
- The Butcher (2009)
- Last Weekend (2014)
- Contos Walking Dead (2022)

## Prêmios e indicações

### Prêmios
Festival de Veneza
- melhor atriz coadjuvante: Glória - 1980

### Indicações
Saturn Awards
- melhor atriz: Fright Night II - 1991